# Bánh Halloween

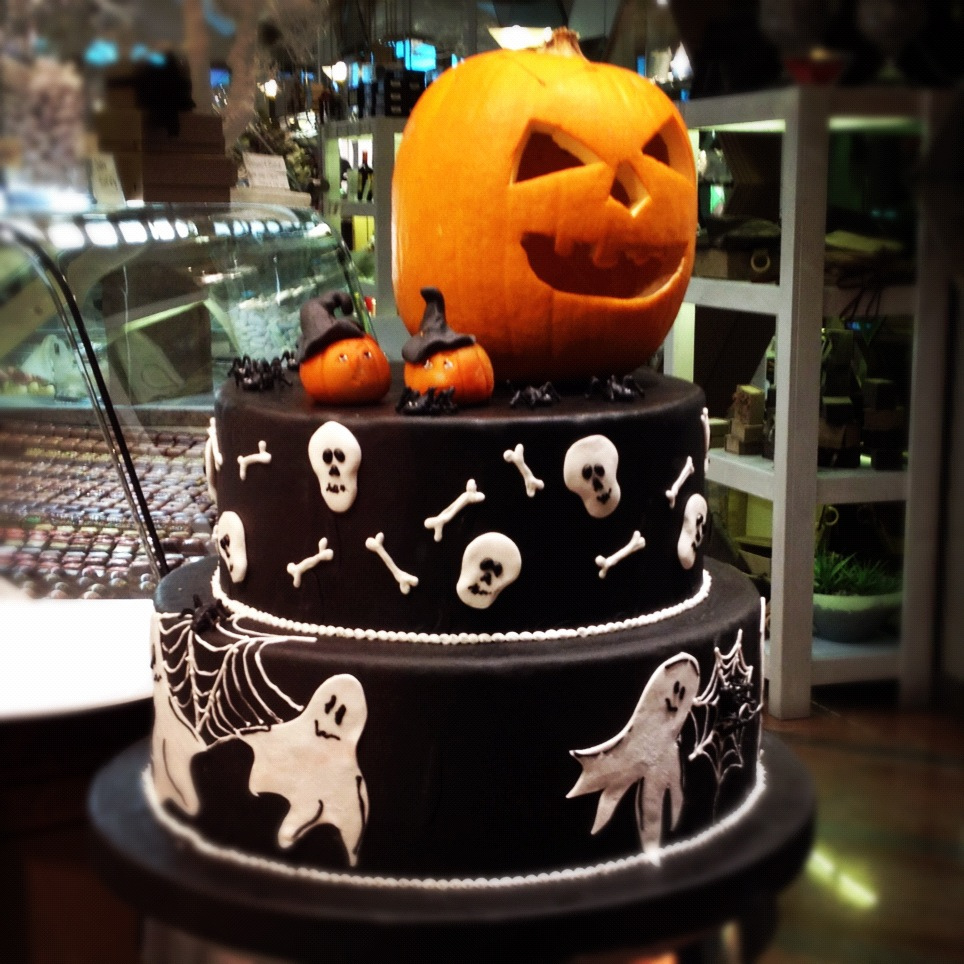
Một chiếc bánh Halloween được trang trí với những bóng ma, mạng nhện, đầu lâu, xương và nhện. Bên trên chiếc bánh có hình một chiếc đèn bí ngô.

Bánh Halloween là một loại bánh ngọt được trang trí với các biểu tượng và phụ kiện theo chủ đề Halloween. Nó có thể được làm với các màu Halloween truyền thống như đen và cam, và có thể được trình bày đa dạng theo nhiều cách với chủ đề khác nhau. Bánh có thể là một phần bữa tiệc Halloween trong các gia đình vào ngày lễ.

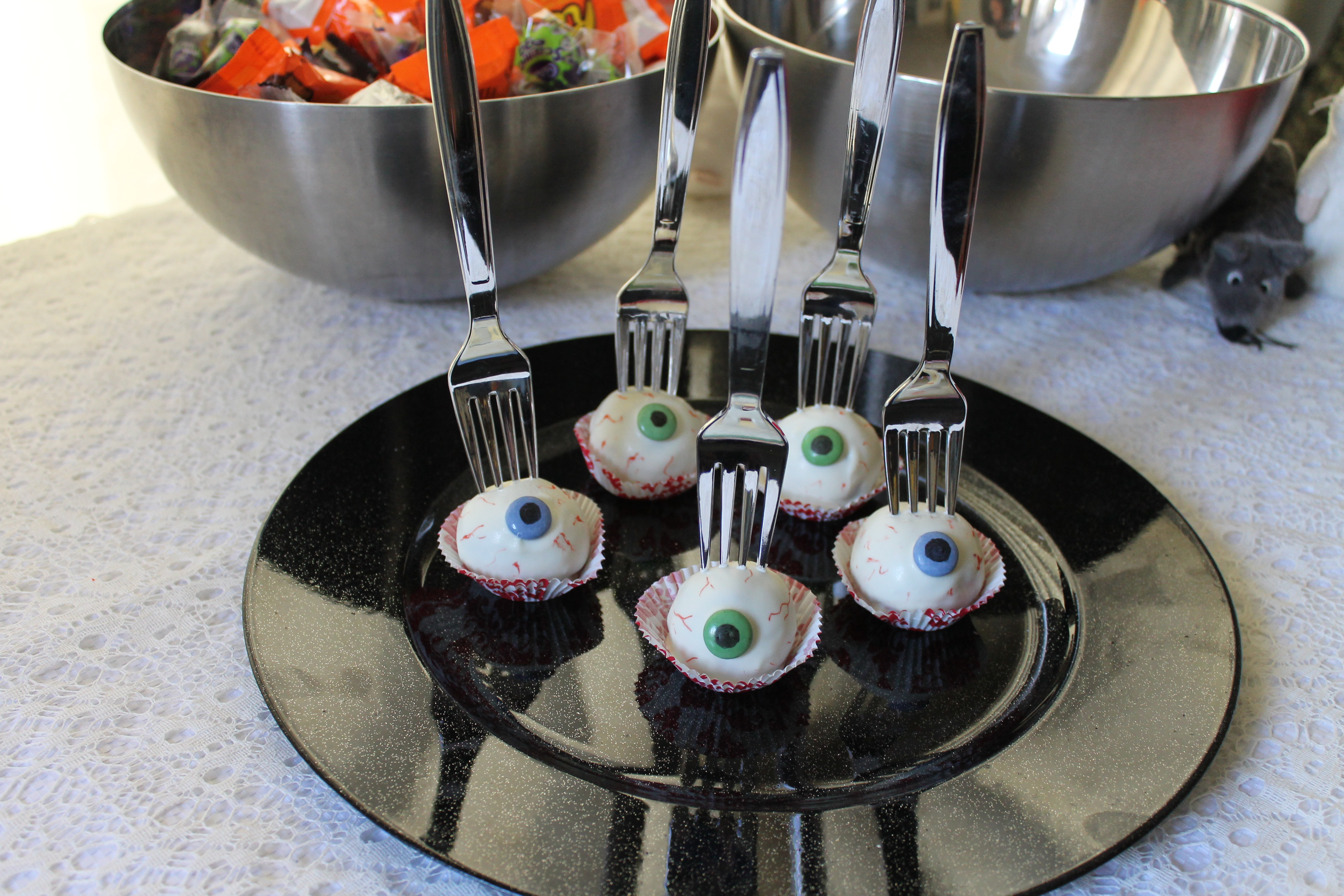
Bánh Halloween với sự xuất hiện của con mắt